# MADOKA
MADOKA（マドカ、1987年8月25日 - ）は、日本の女性歌手、タレント、絵画モデル。9ミューズ・ラウンド所属。

## 人物
父はタレントのコロッケ、伯母（父・コロッケの姉）はタレントのケロッケ、弟（次男）の琴滝川歩は佐渡ヶ嶽部屋所属の元力士（2014年2月入門、2014年5月大相撲夏場所序の口初土俵、2015年4月引退）、妹（次女）の滝川光は俳優（2018年5月コメディミュージカル「hteFAT2018」にて主演、女優デビュー。2018年7月、『踊る!さんま御殿!!』でバラエティ番組デビュー）。
2013年7月7日、期限限定ユニット Bleuerose Gitanes〜青いバラのジプシー〜 次世代シャンソン会の副会長。
2014年1月、音楽集団《Rose La Theature 》 (ロゼテアトール) 。主にチャリティ・イベントなどの社会貢献のイベントに参加。

## ディスコグラフィー
- 映画『JUDGEMENT』主題歌：「JUSTICE」歌：MADOKA 作詞：MADOKA 作曲：Isao Nagahara

### CD
| 枚  | 発売日                    | タイトル       | 規格品番   |
| --- | ------------------------- | -------------- | ---------- |
| 1st | Muses-trap（限定盤）      | 2005年7月21日  | NMBM-99902 |
| 1st | Muses-trap（通常盤）      | 2005年7月21日  | NMCM-99901 |
| 2nd | Merry! Night              | 2006年10月19日 | NMCM-99903 |
| 3rd | NOX ARCANA 〜夜の女神〜   | 2007年10月26日 | NMCM-99904 |
| 4th | 桜梅桃李                  | 2009年3月3日   | NMCM-99908 |
| 5th | Femme Fatale 〜運命の女〜 | 2009年11月25日 | NMCM-99909 |
| 6th | Blancheur                 | 2010年12月8日  | NMCM-99912 |
| 7th | Charm                     | 2014年3月31日  | NMCM-99914 |

### DVD
| 発売日                     | タイトル       | 規格品番   |
| -------------------------- | -------------- | ---------- |
| 20th BIRTHDAY LIVE         | 2008年2月21日  | NMBM-99906 |
| 21st HAPPY BIRTHDAY TO ME? | 2008年12月13日 | NMBM-99907 |
| Birthday Live 二十二年夜。 | 2010年7月23日  | NMBM-99911 |

## 出演

### ラジオ
レギュラー番組
- Get The Count Down〜MADOKAの黄昏・Rendezvous〜かわさきFM (2009年10月 - 2015年9月）
- MADOKAとSHIBUYAでランデヴー♡ ShibuyaCross-FM 88.5MHz (2015年10月5日 - ）

### インターネットテレビ
- ひかり荘「casTY（キャスティ）」 - TEPCOひかりサイト内「ひかり荘」月イチのレギュラー生放送配信（2005年 - 2007年）

※2007年10月28日付でひかり荘の全レギュラー番組が休止により終了

### 舞台（演劇・ミュージカル）
- 音楽劇「赤毛のアン」少女ダイアナ役 カナダ建国150周年記念コンサート 東京国際フォーラムホールC （2017年11月17日～11月19日＊初日公演）
- 花魁～OIRAN～春祭り』花魁：高野花魁役 東京湾・御座船『安宅丸』・（2014年3月25日～4月13日）

### ファッションモデル
- 2008年12月5日、Baby SKULL Present's 【Queen SKULL】xxxcode-No.000xxx collaboration x 【Rituals】
- 2010年10月9日、オマーン国王即位40周年記念事業・在オマーン日本大使館、バンク・マスカット共催 TETSUYA MIZUTANI FASHION SHOW『 Japanese Elegance in Muscat The Beauty of Kimono』:Designer: TETSUYA MIZUTANI(from Cotton Time)

## その他
- 2007年5月20日新宿救護センター5周年記念コンサートin新宿歌舞伎町クラブハイツ
- 2007年5月24日パイレーツ・オブ・カリビアン ワールド・エンド アジアプレミアin武道館
- 2010年10月9日、オマーン国王即位40周年記念事業・ 在オマーン日本大使館、バンク・マスカット共催TETSUYA MIZUTANI FASHION SHOW :Designer: TETSUYA MIZUTANI(from Cotton Time)
- 2011年1月24日『日本クラウン主催ライブ』にて特別賞を受賞。
- 2012年6月『知られざる国 オマーン～激動する中東のオアシス～』（著 森元誠二/2012年/株式会社アーバン・コネクションズ）にて、オマーン国王即位40周年記念事業Fashion show『 Japanese Elegance in Muscat The Beauty of Kimono』の内容が掲載されている。
- 2012年10月 「MADOKA × Lips & Tips」コラボレーション・ジュエリーアクセサリー